# Nitza Metzger-Szmuk
Nitza Metzger-Szmuk (Tel Aviv, 1945) es una arquitecta israelí, ganadora del premio EMET en arquitectura por su trabajo en documentación y preservación de la ciudad Blanca de Tel Aviv. También recibió el Premio Rokach en 2001.

## Educación
Completó sus estudios de arquitectura en la Universidad de Florencia en 1978. Después de graduarse trabajó en una empresa arquitectónica en Florencia que se dedica a la conservación de edificios históricos.

## Trabajo en arquitectura y preservación
A su regreso a Israel en 1989, Metzger-Szmuk trabajó en la Fundación de Tel Aviv para el desarrollo de un estudio arquitectónico de los edificios de estilo Internacional de la ciudad. El estudio sirvió de base para el plan de preservación de la ciudad y para su primer libro, Dwelling on the Dunes que fue publicado en 1994 y ha sido publicado en hebreo, inglés y francés.
Metzger-Szmuk pasó a formar parte del equipo de conservación del municipio de Tel Aviv-Jaffa en 1990 y lo lideró hasta 2002. Fue una de las principales responsables del nombramiento de la Ciudad Blanca como Patrimonio de la Humanidad por la Unesco en 2003.
En 2003 abrió un estudio de arquitectura especializado en preservación.

## Carrera académica
En 2005 entró en el Technion como miembro de facultad. En 2006 fue nombrada profesora asociada. En 2013 encabezó el programa de grado en arquitectura con especialización en preservación.

## Premios
- 2006 - Premio EMET en la categoría: Cultura y Arte, Campo: Arquitectura, por su contribución a la hora de promover la conservación en Israel;
- 2001 - Premio Rokach en Arquitectura;
- Certificado de reconocimiento por la Asociación de arquitectos y planificadores urbanos israelíes por sus contribuciones profesionales en el campo de la conservación.

## Exposiciones
Metzger-Szmuk ha comisariado una exposición que lleva el nombre The White City-Tel Aviv's Modern Movement (La Ciudad Blanca-el movimiento Moderno de Tel Aviv). La exposición se realizó primero en el Museo de Arte de Tel Aviv en 2004. Desde entonces ha viajado a Canadá, Suiza, Italia, Austria, Bélgica y Alemania.

## Publicaciones
- 1945-, Metsger-Samoḳ, Nitsah, (2004). Des maisons sur le sable : Tel-Aviv, mouvement moderne et esprit Bauhaus = Dwelling on the dunes : Tel Aviv, modern movement and Bauhaus ideals. Eclat. ISBN 9782841620777. OCLC 56530957.